# Vibilia elongata
Vibilia elongata is een vlokreeftensoort uit de familie van de Vibiliidae. De wetenschappelijke naam van de soort is voor het eerst geldig gepubliceerd in 2003 door Shih & Hendrycks.